# Geise
Geise (píše se také geis, geas, pl. geasa, výslovnost: sg. „geiš“, pl. „geiša“) je zvláštní druh závazku, který bývá zmiňován v irských mýtech – na jeho porušení často stojí zápletka příběhu. Geise přikazuje, nebo naopak zapovídá něco učinit. Jeho porušení přináší velké neštěstí, často dokonce smrt.

## Příklady geise v irské mytologii
- Bohyně Áine učinila geise, že nikdy nebude spát s mužem se šedivými vlasy. Posléze se zamilovala do mladého bojovníka Fionna. Její sestra ho nalákala do začarovaného jezera, ve kterém mu zešedly vlasy. Áine z toho byla nešťastná, ale svou přísahu dodržela.

- Hrdinovi Diarmuidovi zakazoval geis odmítnout pomoc ženě. Grainne, která se do Diarmuida zamilovala (třebaže byla zasnoubená s jeho strýcem Fionnem), toho využila k tomu, aby ho přiměla, aby s ní uprchl. Diarmuid také kdysi nešťastnou náhodou zabil svého nevlastního bratra, který se po smrti proměnil v bezsrstého kance a vzal na sebe geis, že bude Diarmuida doprovázet až do jeho smrti. Ve chvíli Diarmuidova skonu měl zemřít i kanec.

- Král Conaire Velký byl před svým nástupem na trůn donucen složit řadu slibů geise (např. nesměl dovolit žádnému muži ani ženě, aby po západu slunce vstoupili na místo, kde pobýval). Když po něm lid Tuatha Dé Danann žádal, aby dal popravit své ničemné bratry, Conair odmítl. Tuathové ho za to lstmi a přemlouváním přiměli všechny geise porušit, což mu nakonec přivodilo násilnou smrt.